# 保家仙
保家仙是满洲地区民间信仰当中的神灵，相传是由相应的动物于深山之中修炼而成，被供奉在家中以求平安。在信徒看来，保家仙与人之间具有互动性，通过信徒的供奉虔诚程度来决定其保佑的效果和力度。若因供奉不虔诚而遭遇保家仙‘打灾’，则需要寻求出马仙的帮助，通过‘看事’来化解：由出马仙在附身后与保家仙沟通，平息灾难。保家仙是东北亚萨满教“万物有灵”信仰的遗存。

## 名称和含义
保家仙主要由四个大仙组成，包括狐仙、黄仙、常仙（蛇）和蟒仙，后两位大仙有时统称为柳仙。除此之外还有其他的神仙，一般有白仙（刺猬）、灰仙（鼠）、虎仙、狼仙、兔仙和龟仙等。
供奉保家仙的方法有两种：一种是在家中的佛堂、祖先堂旁边供奉；另一种供奉方法是在院中角落盖“仙家楼”，供奉保家仙牌位。在满洲南部和东部的村庄，各村皆有公建的仙堂，以便村民祭祀，也有人会在田间地头、河边、山上等地修建仙堂。
随着清军入关，保家仙信仰也随之传播到临近的山东省和河北省等地，被当地人称为“五显财神”或“小财神”。 在河北的部分地区，每个新生儿都被分配了他自己的本神（守护神）化身，通常是男孩配女仙，女孩配男仙。他们长大成人并结婚后，会把本神放在一起供奉。 

### 狐仙
狐仙/胡仙是保家仙当中最重要的一位，历史记载和神话传说众多。 日本汉学家永尾龙造观察到狐仙“极受欢迎，满洲和华北的几乎所有每个家庭都有供奉”。亨利·多雷（Henry Dore）记载了苏皖北部民众对狐仙的崇拜。泷泽俊亮对满洲国的神社和寺庙进行了走访调查，发现其中有很多庙宇都供奉有狐仙。 
狐仙与其他大仙一样，有男有女，男女狐仙一同供奉时，一般会称为胡三太爷和胡三太奶。此外最常见的是狐仙娘娘，其动物形态为九尾狐。形象源於中國傳統神話中的九尾狐傳到滿洲跟華北後在地化。类似的例子還有韓國九尾狐神話故事跟日本神道教的稻荷大神，既是狐狸的神，又是所有狐狸精的头领。 相传，狐仙娘娘是昆仑山守护神西王母的亲戚。  

### 黄仙
黄仙，為黃鼠狼修行成仙，民间相传黄仙和精神疾病和癔症等有关。在山东民间通常解读为是黄帝和道教中黄大仙的化身。 

### 蛇仙（柳仙）
蛇仙又名柳仙，在辽宁省部分地区分为常仙和蟒仙，一般管武力。白娘子即是蛇修炼而成。一般认为蛇仙是龙王的化身，代表传宗接代，属阳。此外，蛇仙还与伏羲和女娲（人头蛇身的天皇和地皇）有关，他们代表了共同创造天地万物的两种相反力量。
常被民众供奉的柳仙有柳银龙，驻足辽宁本溪铁刹山。

### 白仙
白仙是刺猬修炼而成，主管预防和治疗疾病。
常被满洲民众供奉的白仙名为白老太太。

### 其他
此外，辽宁部分地区还供奉黑仙、龟仙等。黑仙一般指代乌鸦和黑熊等动物，其中，黑妈妈又称黑老太太，是黑熊修炼而成，其道场在辽宁本溪铁刹山。龟仙则可保佑出海平安，多由东港一带的渔民供奉。
在河北等地，人们还供奉灰仙。一般是老鼠成仙，通常被人供奉为财神和仓神。灰仙并非是东北本土的信仰，不过随着闯关东移民潮的影响，也传播到黑龙江省部分地区。也有部分人将狼仙称为灰仙。

## 註
1. ↑  但稻荷神本身不是狐狸

### 引文
1. ↑  海宁. . 世界宗教文化. 2019.
2. 1 2 3 4 5 6  Kang (2006).
3. ↑  Li Wei-tsu, On the cult of the four sacred animals. https://asianethnology.org/downloads/ae/pdf/a45.pdf （页面存档备份，存于）
4. ↑  Strassberg, Richard E. . Berkeley: University of California Press. 2002. ISBN 0520218442.
5. ↑  Wang Xue.